# Högänge
Högänge är ett naturreservat i Sundsvalls kommun i Västernorrlands län.
Området är naturskyddat sedan 1999 och är 2 hektar stort. Reservatet omfattar ett ängsområde med både torräng och fuktäng.